# Bissee
Bissee ist eine Gemeinde im Kreis Rendsburg-Eckernförde in Schleswig-Holstein.

## Geografie

### Geografische Lage
Das Gemeindegebiet von Bissee erstreckt sich am westlichen Ufer des Bothkamper Sees beim Abfluss der Obereider. Das Gemeindegebiet liegt im nordwestlichen Bereich der naturräumlichen Haupteinheit Ostholsteinisches Hügel- und Seenland (Nr. 702).

### Gemeindegliederung
Siedlungsgeographisch gliedert sich die Gemeinde in die amtlich erfassten Wohnplätze des gleichnamigen Dorfs, nebst der Hofsiedlung Bisseer Teich und der Häusergruppe Vielkiek.

### Nachbargemeinden
Unmittelbar angrenzende Gemeindegebiete von Bissee sind:
| Böhnhusen | Schönhorst                                  |          |
| Brügge    | Kompassrose, die auf Nachbargemeinden zeigt | Bothkamp |
|           | Groß Buchwald                               |          |

## Geschichte
Das Dorf wurde 1224 erstmals als Bisticesse erwähnt.
Bis 1970 gehörte die Gemeinde zum Kreis Plön.

## Politik

### Gemeindevertretung
Bei der Kommunalwahl am 14. Mai 2023 wurden insgesamt sieben Sitze vergeben. Die Wählergemeinschaft Bissee erhielt vier Sitze und die CDU drei Sitze.

### Wappen
Blasonierung: „In Silber sechs blaue Wellenbalken, überdeckt mit einem golden gekrönten, golden bewehrten roten Bärenkopf.“

## Wirtschaft und Verkehr
Die Gemeinde ist überwiegend landwirtschaftlich geprägt.
Westlich verläuft die Bundesautobahn 215 von Neumünster nach Kiel, östlich die Bundesstraße 404 von Bad Segeberg nach Kiel.

## Sehenswürdigkeiten
In der Liste der Kulturdenkmale in Bissee stehen die in der Denkmalliste des Landes Schleswig-Holstein eingetragenen Kulturdenkmale.
Seit 1998 ist Bissee alljährlich von Mai bis Oktober eine offene Landschaftsgalerie. Auf den Grundstücken und Feldern der Anwohner Bissees werden Großskulpturen und Installationen von Künstlern vorwiegend aus dem norddeutschen Raum ausgestellt.